# Чаоян
Чаоя́н (кит. упр. 朝阳, пиньинь Cháoyáng) — городской округ в провинции Ляонин КНР.

## История
В 341 году на этих землях был построен город Лунчэн (龙城) в качестве столицы государства Ранняя Янь.
Во времена империи Мин эти земли подчинялись различным пограничным караулам. Во времена империи Цин в западной части этих земель в 1738 году был создан Тацзыгоуский комиссариат (塔子沟厅), а в восточной, в 1774 году — Саньчжуантаский комиссариат (三座塔厅). В 1778 году оба комиссариата были ликвидированы, а вместо них были созданы два уезда: в западной части — уезд Цзяньчан, а в восточной — уезд Чаоян (названный так в честь пещеры Чаояндун на горе Фэнхуаншань), подчинённые Чэндэской управе (承德府). В 1904 году была создана отдельная Чаоянская управа (朝阳府), в подчинение которой перешёл уезд Чаоян. После Синьхайской революции в Китае была проведена реформа структуры административного деления, в ходе которой управы были ликвидированы, и эти уезды оказались в составе Специального административного района Жэхэ, в 1928 году преобразованного в провинцию Жэхэ.
В 1933 году провинция Жэхэ была захвачена японцами и присоединена к марионеточному государству Маньчжоу-го. В 1940 году уезд Цзяньчан был ликвидирован, а его земли включены в состав хошуна Харачин-Цзои, уезд Чаоян был преобразован в хошун Тумэд-Юци, уезд Цзяньпин — в хошун Харачин-Юци, а уезд Бэйпяо — в хошун Тумэд-Чжунци; хошуны Тумэд-Юци и Тумэд-Чжунци вошли в состав провинции Цзиньчжоу, а хошуны Харачин-Цзои и Харачин-Юци остались в составе провинции Жэхэ.
После окончания Второй мировой войны и ликвидации Маньчжоу-го было восстановлено довоенное административное деление. Во время гражданской войны эти земли уже с 1947 года перешли под прочный контроль коммунистов. В 1955 году провинция Жэхэ была ликвидирована и эти земли вошли в состав Специального района Цзиньчжоу (锦州专区) провинции Ляонин. В 1958 году Специальный район Цзиньчжоу был расформирован, а пять уездов и Харачин-Цзои-Монгольский автономный уезд из его состава были переданы под юрисдикцию города Чаоян, выделенного из состава уезда Чаоян. В 1964 году город Чаоян был расформирован, а его территория была включена в состав уезда Чаоян; был образован Специальный район Чаоян (朝阳专区) из 5 уездов и 1 автономного уезда, власти которого разместились на территории уезда Чаоян. В 1970 году Специальный район Чаоян был переименован в Округ Чаоян (朝阳地区).
В 1980 году урбанизированная часть уезда Чаоян была вновь выделена в город Чаоян.
Постановлением Госсовета КНР от 30 июня 1984 года округ Чаоян был расформирован, а вместо него был образован городской округ Чаоян; территория бывшего города Чаоян стала районами Шуанта и Лунчэн в его составе. В 1985 году уезд Бэйпяо был преобразован в городской уезд.
В 1989 году был образован городской округ Цзиньси, и уезд Цзяньчан был передан из состава городского округа Чаоян в состав городского округа Цзиньси.
21 декабря 1991 года уезд Линъюань был преобразован в городской уезд.

## Административно-территориальное деление
Городской округ Чаоян делится на 2 района, 2 городских уезда, 2 уезда, 1 автономный уезд:
| Карта | Карта                                    | Карта                                    | Карта                   | Карта                            | Карта                   | Карта         | Карта                      |
| ----- | ---------------------------------------- | ---------------------------------------- | ----------------------- | -------------------------------- | ----------------------- | ------------- | -------------------------- |
|       |                                          |                                          |                         |                                  |                         |               |                            |
| #     | Статус                                   | Название                                 | Иероглифы               | Пиньинь                          | Население (2003, прим.) | Площадь (км²) | Плотность населения (/км²) |
| 1     | Район                                    | Шуанта                                   | 双塔区                  | Shuāngtǎ qū                      | 310 000                 | 211           | 1469                       |
| 2     | Район                                    | Лунчэн                                   | 龙城区                  | Lóngchéng qū                     | 170 000                 | 346           | 491                        |
| 3     | Городской уезд                           | Бэйпяо                                   | 北票市                  | Běipiào shì                      | 620 000                 | 4583          | 135                        |
| 4     | Городской уезд                           | Линъюань                                 | 凌源市                  | Língyuán shì                     | 650 000                 | 3297          | 197                        |
| 5     | Уезд                                     | Чаоян                                    | 朝阳县                  | Cháoyáng xiàn                    | 620 000                 | 4216          | 147                        |
| 6     | Уезд                                     | Цзяньпин                                 | 建平县                  | Jiànpíng xiàn                    | 580 000                 | 4838          | 120                        |
| 7     | Харачин-Цзои-Монгольский автономный уезд | Харачин-Цзои-Монгольский автономный уезд | 喀喇沁左翼 蒙古族自治县 | Kālāqìn Zuǒyì Měnggǔzú zìzhìxiàn | 420 000                 | 2240          | 188                        |

## Экономика
В Чаояне расположен металлургический завод Ansteel Group.

## Города-побратимы
- Сургут, Россия